# Bruguiera gymnorhiza
Bruguiera gymnorhiza är en tvåhjärtbladig växtart som först beskrevs av Carl von Linné, och fick sitt nu gällande namn av Jean-Baptiste de Lamarck. Bruguiera gymnorhiza ingår i släktet Bruguiera, och familjen Rhizophoraceae. En underart finns: B. g. alba.
Bruguiera gymnorhiza är en av mangroveskogarna i tropiska Asiens mest ståtliga träd, har en skärmformig krona, eldröda ensamma blommor och vivipara frukter. Dess röda mycket hårda kärnved används i Indien som byggnads- och möbelvirke. Barken används som ersättningsmedel för katechu.